# Kureli
Kureli – gaun wikas samiti w zachodniej części Nepalu w strefie Rapti w dystrykcie Rolpa. Według nepalskiego spisu powszechnego z 2011 roku liczył on 587 gospodarstw domowych i 2989 mieszkańców (1679 kobiet i 1310 mężczyzn).